# 矢頭献一
矢頭 献一（やとう けんいち、1911年(明治44年) - 1978年(昭和53年)2月23日）は、日本の植物植物生態学者。岐阜県生まれ。三重県津市に移る。牧野富太郎に師事し、大阪の北野中学校で教える。1960年「紀伊半島森林植物の研究」で北海道大学林学博士。1944年東京帝国大学農学部勤務、1950年三重大学農学部助教授、教授、1975年定年退官。大杉谷渓谷ダム計画などに反対。1973年自然保護の功績で東海テレビ賞受賞。

## 著書
- 『日本の野生植物』河出書房新社、1963
- 『図説樹木学 針葉樹編』朝倉書店、1964
- 『図説樹木学 落葉広葉樹編』岩田利治共著 朝倉書店、1966
- 『植物百話』朝日新聞社、1975
- 『文学植物記』朝日新聞社、1976
- 『図説日本の樹木』朝倉書店、1977

## 参考
- 『文学植物記』著者紹介
- 南川幸, 「矢頭献一先生を偲ぶ」『日本生態学会誌』 29巻 3号 1979年 p.313-, , doi:10.18960/seitai.29.3_313, NAID 110001883054。